# SD戰國傳 風林火山篇
風林火山篇是「武者七人眾篇」的續集，內容講述繼承大將軍「光之玉」的「新生五人眾」，以及「風林火山四天王」，對抗吸取「闇之鎧」而復活的闇將軍。

## 故事簡介
十五年前「光」與「闇」大戰中，大將軍與闇皇帝同歸於盡，兩人化成「光之玉」及「闇之碎片」。
正在追蹤著五顆「光之玉」軌跡的隱密頑駄無（農丸），發現一個持有「光之玉」的嬰孩，正欲抱走之際，巨忍軍團首領璽惡來襲，企圖消滅兩人。最後隱密變身成農丸，將其擊退。而農丸亦決定將嬰孩撫養成人，並起名「荒五郎」。
十五年後，農丸成為頑駄無副將軍、與繼任為「二代目將頑駄無」的精太，共同主持頑駄無軍團國政。荒五郎亦成長，更名「荒烈驅主」。由於副將軍預感闇軍團蠢蠢欲動，似乎想打破雙方群龍無首後訂立的休戰協定，便派荒烈驅主，到各地尋找持有「光之玉」的武者們。
在遭遇漣飛威挑戰後，荒烈驅主繼續尋找。在另一次遭遇闇軍團襲擊時，獲「光之玉」持有者「風雷主」相救，但風雷主執意單獨行動，拒絕加入。雖然如此，荒烈驅主亦尋到兩位擁有「光之玉」的武者——百士鬼改及江須。三人一邊擊退敵人，一邊繼續旅程。
之後，眾人遇見元七人眾成員、現為「風天王」的「疾風之仁宇」，得知徒弟風雷主曾拒絕加入荒烈驅主一行人，便率先主動加入。風雷主見狀，半推半就下亦成為夥伴。
自此「光之玉」擁有者，五人已齊集四位。不過去向不明的第五人，仍是杳無音訊。
另一方面，為尋找啟動「天地城」的動力火種，駄舞留精太正前往火炎山。經過試練後，終於獲得火種，更變身成「火炎天·火炎之駄舞留精太」。隨即返回天地城。
得知天地城再次啟動，殺驅頭之子、現繼任為闇軍團領袖的「若殺驅頭」，下令向頑駄無軍團發動總攻擊。「林天王、密林之摩亞屈」及「光山天·巨山之齋胡」亦加入戰團。而齋胡更在戰場上，重遇失散多年的弟弟、同時擁有「闇之碎片」及第五顆「光之玉」的武者、碎虎摩亞屈。兄弟對決就此展開，就在戰鬥中途，光山天的力量喚醒碎虎摩亞屈沉睡的「光之玉」，令其身上的「闇之碎片」解體，碎虎摩亞屈回復本來意識，轉而支持頑駄無軍團。「光之五人眾」終於齊集。
而若殺驅頭，亦決定集齊漣飛威、璽惡、劍舞風荒、碎虎摩亞屈的「闇之碎片」，加上自己擁有的碎片，令處於假死狀態的殺驅頭，變成「復活闇將軍」。雖然闇將軍已經復活，卻是性情大變。令漣飛威開始對闇軍團存有懷疑。
為打倒闇將軍，蟄伏於天地城、武者頑駄無出世成「三代目大將軍」，終於出場，並集結風林火山及光之五人眾的力量，與闇將軍對決。最後，大將軍以碎虎摩亞屈的「閃光劍」，一擊將闇將軍身上的「闇之碎片」打碎，殺驅頭亦被擊飛。同時，十五年前化成碎片，後來操控著殺驅頭的闇皇帝，再次出現，並再一次挑戰頑駄無軍團。大將軍乃決定聯同風林火山及光之四人眾，組成「八紘之陣」，與闇皇帝一決高下。
此時，雙方中間發出一道強光，令身處其中的荒烈驅主睜不開眼，衝擊更令其昏倒。此時，他仍不知道，這道光芒，正是改變歷史的契機。

## 人物介紹

### 頑駄無軍團
- 三代目大將軍

頑駄無軍團大將軍、「七人眾篇」武者頑駄無的新型態。繼承二代目「光之力」，成為大將軍。
武器：閃光劍、巨大目牙砲
必殺：巨大目牙砲
- 柳生農兵衛／隱密將軍／頑駄無副將軍（RX-78-2 ガンダム/Gundam）

頑駄無軍團副將軍，「七人眾篇」武者農丸頑駄無蛻變而成。與兄長「光」的力量相對，擁有「月」之力，即使在夜間亦不減力量。
原型角色為柳生十兵衛，獨自養大荒五郎、以及手推車的設定，來自時代劇「帶子狼」（子連れ狼）主角拝一刀及拝大五郎。（帶子狼劇情中，拝一刀與柳生一族為敵對關係。）
武器：月光劍、忍碎魔種子島
必殺：影縫之舞
- 二代目將頑駄無（MSZ-006ZG フルアーマーZガンダム/Full Armor Zeta Gundam＋将頑駄無）

頑駄無軍團軍師、前身為「七人眾篇」武者精太頑駄無，影舞亂夢出身的他，成為將頑駄無後，擁有融合麒麟力量的愛馬「超緒羅四恩」。
擁有可清除邪力的箭「邪滅之矢」，日後用弓亦成為將頑駄無傳統。
武器：
薙雷威銃：同時具有銃與薙刀功能的武器
破邪顯正劍
嚴戒之弓、邪滅之矢：家傳武器，可使出必殺技：邪滅破。
必殺技：心眼擊、邪滅破

#### 新生武者五人眾
- 荒五郎→武者荒烈驅主（RX-78NT-1 ガンダムNT-1アレックス/Gundam "Alex"；手推車：NT-1重裝甲）

擁有光之玉「斬魔斷惡者」（日文名稱「アス」即是「地球」）之少年武者，模型漫畫及官方設定為農丸拾獲的孤兒。
十五年前（武者七人眾時期），大將軍與闇將軍同歸於盡，大將軍化為五顆「光之玉」，其中一顆被當時仍為嬰孩的荒五郎繼承。當璽惡打算剷除他時，被農丸頑駄無救走。農丸繼而將仔收為養子。荒五郎長大成人後，改名為「荒烈驅主」。為對抗再次挑起戰爭的闇軍團，荒烈驅主踏上旅途，尋找其他四顆能令三代目大將軍提升力量的「光之玉」。
荒烈驅主能夠裝備由光之玉「アス」變化而成的「武神之鎧」，進行名為「武神著裝」的結合型態。此外二代目將頑駄無（精太）亦向其傳授「人馬變幻」的招式，荒烈騎主透過背包變形，便可變成人馬型態，擁有與精太匹敵、超出平時30倍的機動力。
「荒五郎」名稱來自「帶子雄狼」（子連れ狼）主角「拝大五郎」。
武器：烈風刀、種子島大目牙
必殺：銀河斬
- 武者風雷主（MSZ-006C1 ΖプラスA2型/Z Plus A2）

擁有光之玉「展翼翱翔者」（日文名稱「マキ」即是「水星」），是某獵戶的兒子，喜歡獨來獨往，討厭團體行動，能夠與「風雷王」合體成「波走機」，在修行途中遇到仁宇，並獲傳授空中戰法及「風」之稱號。曾經拒絕荒烈驅主合作的請求，後來在師傅出面下答應。
武器：疾風丸、三牙之槍、長身砲
必殺：乱れ撃ち
- 武者百士鬼改（MSR-00100S 百式改/Hyaku Shiki 改）

擁有光之玉「守護和平者」（日文名稱「ビー」是指「金星」），武者百士貴與玖邊麗之子，同時繼承父親的劍術︴母親的忍術。出生於遠離人煙的幻武之里。當他打算離開出生地，到各地修行之時，遇到密林摩亞屈，並跟隨其學習二刀流。
在某次修行期間，遇到山火，在保護被山火威脅的動物之時，「光之玉」突然發揮力量，變成「天翔翼」，更與父親傳授的裝備「破守駄炮」合體成「對頭破守駄」，也是原作中百式使用過的破壞砲。
百士鬼改的原設定色是藍色的，後來可能是想令人聯想起夏亞，因而改成現在的紅色（藍色的舊設定，後來在「武者輝羅鋼」中，由使用百士貴舊模件的角色「百烈將頑駄無」再次重現）。另外，百士鬼改的新生五人眾身份，在企劃當中原本是要突忍武者吏·我髓來擔任，最後遭到替換。而其外形，則取材自「武者七人眾」中，原定由父親百士貴使用的「孔雀之神器」。
武器：百鬼劍、破守駄(バスター/buster)、対頭破守駄(ツインバスター/Twin buster)
必殺：乱れ爆撃
- 武者江須（MSA-0011 Sガンダム/S Gundam，雷神著裝後則為 MSA-001Ext Ex-Sガンダム/Ex-S Gundam）

擁有光之玉「勇猛無敵者 」（日文名稱「マー」即是「火星」），出生於世代祭祀「火之鎧」的神社「四天神社」，為宮司（大祭司）之子，駄舞留精太之徒弟。
十五年前，當江須出生時，光之玉同時出現，而世代供奉的「火之鎧」亦無故消失，被視為預示世界將會發生危機的徵兆。江須幼年時，被發現擁有不可思議的超神力（神通力），為了調查預兆背後隱藏的危機，江須成為馱舞留精太弟子，在獲得「武者」稱號後，便開始四出調查。
江須的的光之玉，會變化出「龍輪之鎧」，與鬼破炮、爆動機等武裝結合成支援機械「雷神號」，而雷神號又可與江須，進行人鎧合一的「雷神著裝」變化。
武器：雷王劍、薙刀劍、鬼破炮
必殺：稲妻返し
- 武者碎虎摩亞屈（MRX-010 サイコガンダムMk-II/Psyco Gundam Mk II）

擁有光之玉「頂天立地者」（日文「ジュ」是指「木星」）；武者齋胡之弟。
因為昔日兄長若犀頑駄無（未成為武者的齋胡頑駄無），敗於若龍頑駄無（未成為武者的仁宇頑駄無）手上深感失望，而加入闇軍團。二代目大將軍與闇皇帝一戰後，其中一塊光之玉依附在其身上；然而隨後闇之鎧出現，將光之玉覆蓋，因而變成邪惡武者。最後在與兄長巨山之齋胡對戰之際，光之玉產生共鳴，衝開闇之鎧，碎虎摩亞屈才回復意識，並成為新生五人眾一員。
有關他投向闇軍團的原因，有多個版本：包括被擄、失散。
武器：亂散破天鎚矛
必殺：百殴り

#### 風林火山四天王
- 疾風之仁宇（RX-93 ν Gundam）

當仁宇為救出被山賊所補之飛龍而戰時，突然出現龍王天的風之鎧，被這鎧甲所包覆的仁宇便成為「疾風仁宇」。
風雷主之師傅。
武器：流星劍、流星戟、種子島雷威銃
必殺：真空衝擊波
- 密林之摩亞屈（RX-178[AEUG] Gundam Mk II[奥干]）

摩亞屈在火山爆發之際拯救了雛鳥，而牠竟幻化成林之鎧，原來是林之鎧為測試摩亞屈的勇氣與博愛所給予的試煉。
百士鬼改之師傅
武器：雙翼劍、種子島連發射
必殺：木の葉吹雪
- 火炎之駄舞留精太（MSZ-010 Gundam Double Zeta）

為了得到啟動天地城的「火種」，駄舞留精太來火炎山之巨大土偶面前，成功完成土偶的考驗後，得到火之鎧。
江須之師傅
武器：豪力劍、大型種子島
必殺：炎上破
- 巨山之齋胡（MRX-009 Psyco Gundam）

在修行中齋胡受到與弟弟相貎相同的武者攻擊，為了正義，齋胡忍痛大義滅親，此時武者卻化成了石像，並變成光山天的「山之鎧」
與弟弟碎虎摩亞屈（原名齋胡摩亞屈）同為犀頑駄無之子。
「山之鎧」原型，來自武者七人眾中未曾發行的「牛角之神器」。
武器：龍砲、金棒
必殺：爆雷地柱擊

### 闇軍團
- 復活闇將軍（殺驅頭）

闇軍團前首領，「風林火山篇」時進入假死狀態。後來其子若殺驅頭集齊「闇之鎧」，令其以「復活闇將軍」姿態再次復活。
「風雲錄」中被三代目斬開兩半；模型漫畫中，三代目將闇之鎧打碎，殺驅頭被解放，回復自我意識，之後成為唯一一個非頑駄無族的大將軍。
遊戲《大將軍烈傳》特別合戰中，一定要由三代目了結殺驅頭，下一章才可以使用。而且，就算此關錯過了，亦可在「天下統一篇」特別合戰中，取得殺驅頭原型「殺驅」。
武器：真鬼爪、黑星劍（風雲豪傑編版本）

#### 闇之五人眾
繼承「闇之碎片」的五名武者，與頑馱無軍團「新生五人眾」相對，掌握令殺驅頭再次復活的關鍵，故統稱為「闇之五人眾」。而闇軍團內部，除首領若殺驅頭外，其餘四名成員稱為「暗黑四天王」。
- 若殺驅頭（MS-06FZ ザクFZ/ZAKU FZ）

殺驅頭之子、「闇之五人眾」之一，擁有暗黑碎片。文武全才，野心勃勃，父親被頑駄無軍團打敗後，繼承大統，執意希望令其復活。「天下統一編」後，由於四代目大將軍改變歷史，若殺驅頭亦成為同伴。（此段歷史改變，在SFC「大將軍烈傳」中，亦會發生。）
「風雲錄」漫畫中，為追擊荒烈驅主，同樣穿越時空。最後死於父親殺驅手上。
武器：暗殺劍、魔神銃
必殺：咒縛斬

##### 暗黑四天王
若殺驅頭麾下四名繼承闇之碎片的武者。
- 武者璽惡（PMX-003 ジ・O/The O）

「闇之五人眾」之一、同時兼任巨忍、飛忍軍團首領，是其中擁有暗黑碎片的人，由「武者七人眾篇」時期開始，性格已經是卑鄙奸詐。表面上支持若殺驅頭令闇將軍復活的計劃，實際上是企圖籍此掌握闇軍團統治權。
因為從古文書得知闇皇帝復活的秘密，在大將軍與闇皇帝同歸於盡，繼而化身為五枚「光之玉」時，狙擊打算救走繼承者之一荒五郎（荒烈驅主）的農丸頑馱無。
「風雲錄」中，將打算將大計告知頑馱無軍團的漣飛威殺害。
武器：地獄邪惡砲、隠刀
必殺：邪道斬
- 武者漣飛威（MSN-04 サザビー/Sazabi）

「闇之五人眾」之一、騎忍軍團首領、「武者七人眾篇」時代「SUPER BIG 3」之一，仍然是堂我一族首領。是其中擁有暗黑碎片的人，對眾人希望令殺驅頭復活的想法，存有懷疑。
大將軍與闇皇帝同歸於盡後，頑馱無軍團與闇軍團訂立停戰協議，漣飛威一方面作為闇軍團代表，為雙方和平作出努力，另一方面，亦曾擔任荒五郎的劍術師父。然而當殺驅頭死亡（實際上是處於假死狀態）、其子若殺驅頭再次舉兵時，漣飛威出於對殺驅頭的忠誠，又再次加入與頑馱無軍團對峙一方。
「SD　GUNDAM風雲錄」漫畫中，打算告知頑馱無軍團事實，卻被璽惡刺中、再墜崖，向二代目將交待陰謀後便死去。但模型漫畫並無此情節。
武器：烈光劍、火龍之槍、碎破雷威統
必殺：電擊貫通彈
- 武者忍劍舞風荒（MS-18E ケンプファー /Kämpfer）

「闇之五人眾」之一、武者忍一族頭領、女忍者眾、水忍軍團首領，是若殺驅頭文武兩道的師父兼軍師，也是唯一可以向若殺驅頭進言的人物，與血氣剛猛的闇軍團相比，作為策士的劍舞風荒，其冷靜沉著、以及準確捕捉情勢發展，屢次使戰局形勢，朝向對自軍有利的方向發展。
必殺：白刃一閃
- 武者碎虎魔亞屈（MRX-010 サイコガンダムMk-II/Psyco Gundam Mk II）

「闇之五人眾」之一，代替和平時代脫離軍團的玖邊麗，成為惡沈一族首領。唯一同時擁有「光」「闇」兩種力量的武者。

#### 殺驅一族
- 殺驅三家老

家老古殺駆（MS-05B  旧ザク/Zaku I）
家老今殺駆（MS-06FZ ザクII改 Bタイプ/Zaku II）
家老新殺駆（AMX-011 ザクIII/Zaku III）
殺驅三兄弟年老姿態，身為殺驅家臣，不認同若殺驅頭以闇之力使殺驅頭復活的想法。

#### 惡沈一族
由前「SUPER BIG 3」之一的玖邊麗所率領的忍軍，在她離去後由武者碎虎魔亞屈接任。
- 我頭左（AMX-117L ガズＬ/Gazu-L）、我頭右（AMX-117R ガズＲ/Gazu-R）

詳見「SD戰國傳 武者七人眾篇」。

#### 堂我一族
由「SUPER BIG 3」之一的漣飛威所率領的忍軍。
- 義羅堂我（AMS-119 ギラ・ドーガ/Geara Doga）

堂我一族的專屬忍兵，詳見「SD戰國傳 武者七人眾篇」。。

##### 騎忍軍團
被收編於至「堂我一族」旗下的中忍軍團。
- 義夜雲（YMS-15 ギャン/Gyan）

詳見「SD戰國傳 武者七人眾篇」。

#### 巨忍一族
由「SUPER BIG 3」之一的壐惡所率領的忍軍。
- 彈犬（NRX-055-1 バウンド・ドック/Baund Doc[專用機]）

「武者七人眾篇」後仍然續任成員，依然為璽惡所領導。

##### 飛忍軍團
被收編於至「巨忍一族」旗下的中忍軍團。。
- 反武羅罷（RX-139 ハンブラビ/Hambrabi）

詳見「SD戰國傳 武者七人眾篇」。

#### 武者忍軍團
由劍舞風荒所率領的新編忍軍。

##### 女忍者眾
- 破羅守當音（PMX-001 パラス・アテネ/Palace Athene）、蠻魔蠻魔（AMX-103 ハンマ・ハンマ/Hamma Hamma）

詳見「SD戰國傳 武者七人眾篇」。

##### 水忍軍團
被收編於「武者忍軍團」旗下的中忍軍團，位居於「女忍者眾」之下。
- 可不宇留（AMX-109 カプール/Capule）

詳見「SD戰國傳 武者七人眾篇」。

#### 僧兵軍團
中忍軍團的最底端
- 怒武（MS-09 ドム/Dom）

詳見「SD戰國傳 武者七人眾篇」。

## 用語
四天王
風林火山四天王，是指隸屬天界之主「天空武人」手下、控制四種自然力量的武將，包括「風天王」、「林天王」、「火炎天」、「光山天」四人。只要武者獲得他們承認，便會獲賜擁有四人力量的鎧甲「風之鎧」、「林之鎧」、「火之鎧」及「山之鎧」。
「風林火山」一名，源於日本名將武田信玄軍旗上「風林火山」四字；至於四天王，同樣是信玄麾下「武田四天王」板垣信方、甘利虎泰、飯富虎昌、小山田昌辰。
光之玉
由二代目大將軍分散而成的碎片，只要再次集齊五顆「光之玉」，下一任大將軍才會完全誕生。
五顆「光之玉」，是「新生五人眾」力量之源：
荒烈驅主－斬魔斷惡者，光之玉「アス」源自「地球（アース）」
風雷主－展翼翱翔者，光之玉「マキ」源自「水星（マーキュリー）」
百士鬼改－守護和平者，光之玉「ビー」源自「金星（ビーナス）」
江須－勇猛無敵者，光之玉「マー」源自「火星（マーズ）」
砕虎摩亞屈－頂天立地者，光之玉「ジュ」源自「木星（ジュピター）」
「七人超將軍篇」中，天地超將軍的武器「星珠之太刀」上，亦刻有「光之玉」咒文。
閃光劍
平假名稱意思即是「Beam Saber」，擁有強大光之力，後來落入碎虎摩亞屈手上。三代目大將軍正是以此武器，將復活闇將軍一刀兩斷。
天地城
頑馱無軍團移動城塞，搭載多門大炮，是攻守兼備的鐵壁之城。為了尋找其動力之源「火種」，馱舞留精太決定獨自到火炎山中尋找。最後他不單成功達到目的，更發現傳說中四天王之一「火炎天」的裝備火之鎧，成為「火炎之馱舞留精太」。
SD GUNDAM FORCE中，亦曾出現天地城，作為騎馬王丸本陣。其設計及功能與舊版完全不同。
八紘之陣
光之力增幅陣法，需要有八名武者才可以發動。通常用於將八人力量，集中於一位指定角色身上，例如大將軍，令力量成倍提升。
「武者七人眾篇」中，亦是由於陣法缺少真惡參，力量猶有不足，致使二代目大將軍，只能以同歸於盡消滅闇皇帝。
將頑馱無、副將軍
將頑馱無及副將軍，同為大將軍重臣。「副將軍」即是副首領，「將頑馱無」是軍師、宰相一類的角色。與中國對軍師即是書生的理解不同，在日本，軍師大部分是武士出身，因此除了有謀略，亦要有一定武藝。比較著名的有竹中半兵衛、黑田官兵衛。
根據SD戰國傳對將頑馱無的定義，大致如下：
1. 大部分將頑馱無都是神箭手。（這是由二代目將才開始確立的傳統，相信是為了與副將軍作出區分。）
2. 有智謀有武藝，有時甚至會親赴前線（例如百烈將就很熱衷此道）
3. 有資歷有威望（所有將頑馱無都至少橫跨兩個故事。百烈雖然只在「武神輝羅鋼」出場，但根據設定，其實早在「超機動大將軍」時已經擔任將頑馱無一職。至於真驅參，雖然「七人超將軍」沒有出場，但亦以「新世將頑馱無」身分，作為飛驅鳥劍術指導之一。）
4. 幾乎所有大將軍都會設置的官職。就算當朝不設立副將軍，將頑馱無亦有權兼任。除了第一代將頑馱無、百烈將頑馱無、豪劍頑馱無、將頑馱無戰刃丸都是類似角色。而戰刃丸，更代替大將軍，管治國家。（由戰刃丸只以弟弟鬥刃丸為超將軍，而非副將軍，可以知道相關職位只可由大將軍任命。）

「天下統一篇」中，頑馱無軍團最早的軍師是「百之進」，不過由於當時未有大將軍，百之進「軍師」的身分，是稱謂居多，未算是正式官職。
「武者七人眾篇」時，初代大將軍出現，可惜被黑魔神打敗。為輔助年輕繼任的雷凰（二代目），雷頑馱無開始以「將頑馱無」身分，擔任輔政、代替大將軍下達指令、收集意見、刺探敵情（例如影武者頑馱無軍團就是將頑馱無的直屬謀報員）。這時候，「將武者」的輔政身分才開始確立。
到了「風林火山篇」，對武者七人眾的角色要有進一步分配。除了四天王、以及七人眾時期已擔任軍師的精太繼任為將頑馱無，農丸是唯一剩下來的角色。不過，作為大將軍之弟，在血緣關係下，當然要擔任有分量職位。作為副將的「副將軍」一職就最適合。
況且，由於「風林火山篇」時，元老級將領較多（「天下統一篇」時頑馱無軍團的成員，鳳凰、百之進（字音太君）均已死去，殺驅頭亦成為闇軍團首領，與頑馱無軍團對抗；唯一仍留在軍團的成員，就是後來成為將頑馱無的雷。因此，會有「將」與「副將軍」權力重疊的錯覺。實際上，是由於人手不足，變成不得不由一人掌握大權。可以這樣理解：出現副將軍一職後，將頑馱無的權責才正式確立。）將頑馱無部分職能，例如往前線作戰、擁有專屬部隊進行刺探工作，亦由副將軍分擔。所以「風林火山篇」中，大將軍未完全復活前，副將軍就代替大將軍率領年青武者作戰，將頑馱無則居中留守，負責策劃事宜（參考：SD GUNDAM風雲錄相關情節）
除了「將頑馱無」，部分角色亦會以「軍師」身分出現。百之進之外、還有轟天之慶明璽武。
雖然SD戰國傳中，副將軍人數不多，活躍於故事中更少之又少。不過由現時公布的資料，可以大概知道副將軍的設定：
1. 要得到大將軍絕對信任。例如血緣關係如農丸、親密戰友如烈破、烈空，後來都成為副將軍。除了較為熟悉的頑馱無副將軍，另一個以血緣關係自稱副將軍的，就是魔星。
2. 武藝高強，雖然未至於如將頑馱無般擅長百般武藝，至少要做到精通某一範圍。烈破出身忍者、烈空亦為劍士，各有精通的範疇。
3. 與將頑馱無一樣，需要有資歷戰功、有分量人物擔任。
4. 「副將軍」可在大將軍不在位時，代行政令。「風林火山篇」中副將軍在大將軍完全復活前，就以首領身分帶領頑馱無軍團。而「超機動大將軍篇」中，魔星將飛驅鳥大將軍石化後，亦自封為副將軍，放任下屬在各地肆虐。
5. 縱觀歷朝歷代，就算未必有副將軍，將頑馱無仍是不可或缺的角色。而且，同一時間只會有一名將頑馱無。由此可知，「副將軍」並非建制中不可或缺的角色。如果人手不夠、或者將頑馱無可以兼任，副將軍就未必設置。

附篇：其他輔政角色：
SD戰國傳除了將頑馱無及副將軍，亦有其他類似人物：
影舞亂夢的「軍師」，例如赤龍，「軍師」是職位而非稱呼
側近：「天下統一篇」黑魔神部下龍將、飛將、赤流火穩不知火頑馱無、猛者一族猛者射銳，都屬於「側近」，即是「副手」角色。
參謀：「七人超將軍」的遮光、「武神輝羅鋼」的邪麗，似乎是闇魔神每次化身必然被任命的職位。